# Dimitris Droutsas

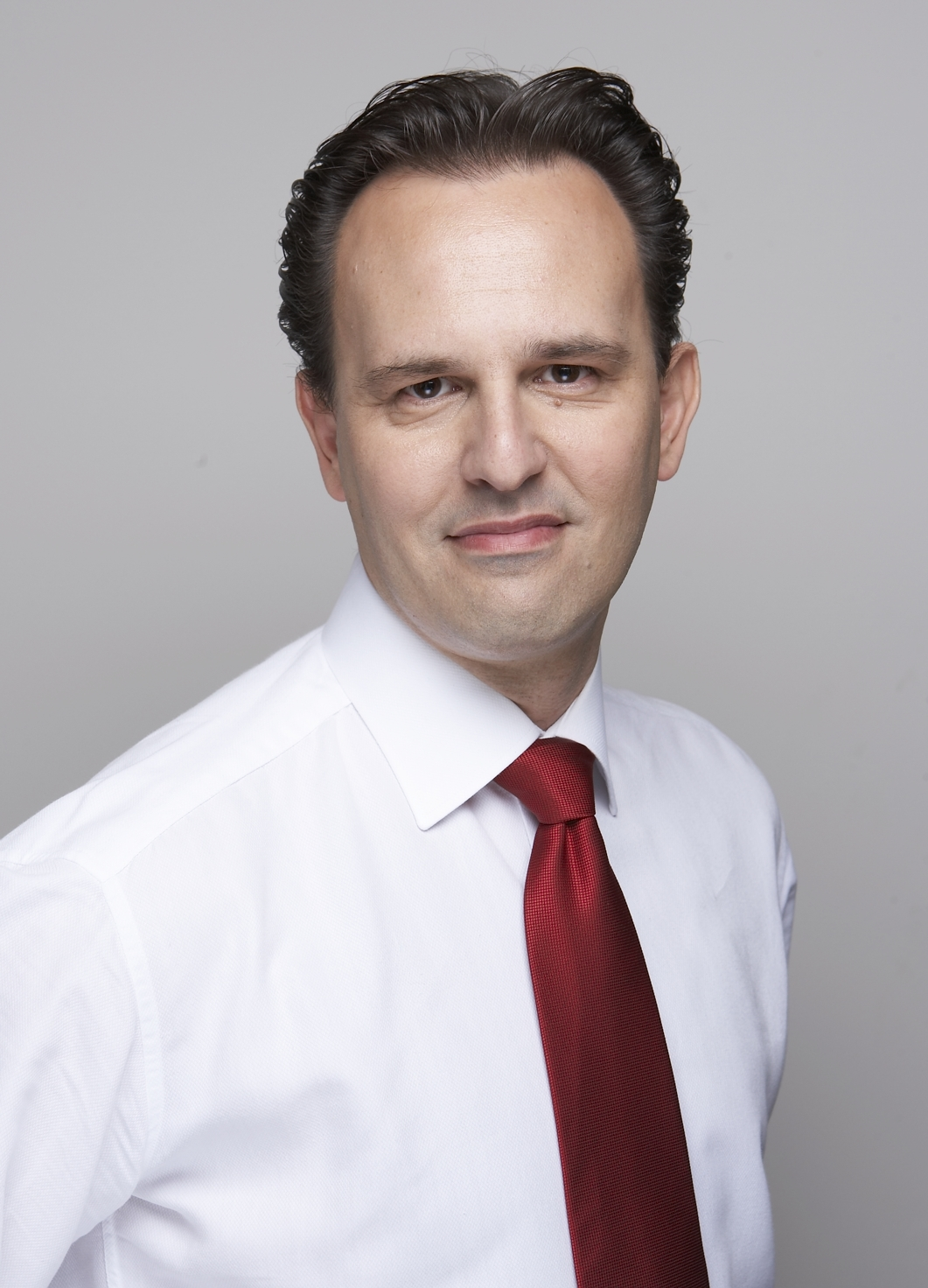
Dimitris Droutsas

Dimitris P. Droutsas (griechisch Δημήτρης Π. Δρούτσας, * 5. August 1968 in Nikosia, Zypern) ist ein griechischer Politiker (PASOK) und seit 22. Juni 2011 Mitglied des Europäischen Parlaments. Zuvor war er vom 7. September 2010 bis zum 17. Juni 2011 Außenminister von Griechenland.

## Leben
Er ist Sohn eines Griechen und einer Deutschen. In Wien besuchte er das Öffentliche Gymnasium der Stiftung Theresianische Akademie, an dem er 1985 maturierte. Im Anschluss daran absolvierte er an der Universität Wien das Studium der Rechtswissenschaften, das er im April 1994 als Mag. iur. abschloss. Später wurde er an der Wirtschaftsuniversität Wien Universitätsassistent am Forschungsinstitut für Europafragen, Schwerpunkt Europarecht. Anschließend war er im Außenministerium in Wien Rechtsberater für Wolfgang Schüssel. Von dort 1999 durch Giorgos Andrea Papandreou abgeworben, trat er der sozialistischen Partei PASOK bei. Er beriet Außenminister Papandreou insbesondere in den Fragen der Eingliederung Zyperns in die Europäische Union, der Zypernfrage, der Politik der Annäherung zwischen Griechenland und der Türkei sowie wichtigen Fragen der europäischen Institutionen.
Nach dem Ausscheiden der Sozialisten aus der Regierung wurde er 2004 internationaler Sekretär der PASOK, dann Kabinettsdirektor beim neuen Parteichef Papandreou.
Nach dem Wahlsieg Papandreous bei den Parlamentswahlen im Oktober 2009 übernahm Papandreou selbst zunächst das Außenministerium und ernannte Droutsas zum stellvertretenden Außenminister. Bei der Kabinettsumbildung am 7. September 2010 wurde er, der schon zuvor für den mit der Bewältigung der griechischen Finanzkrise viel beschäftigten Ministerpräsidenten weitgehend das Tagesgeschäft der Außenpolitik übernommen hatte, zum Außenminister ernannt. Nach einer weiteren Kabinettsumbildung schied Droutsas am 17. Juni 2011 wieder aus der griechischen Regierung aus und wurde durch Stavros Lambrinidis ersetzt. Da Lambrinidis hierfür sein Mandat im Europäischen Parlament niederlegen musste, wurde dort ein Sitz frei, den Droutsas als Nachrücker übernahm. Er ist dort, wie alle PASOK-Abgeordneten, Mitglied der sozialdemokratischen Fraktion Fraktion der Progressiven Allianz der Sozialdemokraten im Europäischen Parlament.
Droutsas spricht fließend Deutsch und Griechisch, außerdem Französisch, Englisch und Russisch; er ist mit der Journalistin Faye Karaviti verheiratet.

## Schriften
- Stefan Griller (Hrsg.): Europäisches Wirtschaftsrecht: Materialiensammlung. Zwei Bände. Linde, Wien 1996, ISBN 3-85122-636-4.
- Christoph Thun-Hohenstein: Die Gemeinsame Außen- und Sicherheitspolitik der EU nach dem Vertrag von Amsterdam. In: Österreichische Gesellschaft für Außenpolitik und Internationale Beziehungen, Wien, und Österreichisches Institut für Internationale Politik, Wien (Hrsg.): Österreichisches Jahrbuch für internationale Politik. Band 15.1998, ISSN 1015-616X. Braumüller, Wien 1998, S. 80–98.
- Hansjörg Brey, Birgit Cerha: Zypern und die EU. Studien des Institutes für den Donauraum und Mitteleuropa, Band 21, ZDB-ID 2114818-1. IDM – Institut für den Donauraum und Mitteleuropa, Wien 1998.